# Erik Rémès
Erik Rémès (22 settembre 1964) è un giornalista e scrittore francese.

## Biografia
Giornalista e titolare delle cattedre di psicologia clinica e filosofia, sin dagli anni ottanta ha scritto per Libération, Nova Magazine, Gai Pied ed ha collaborato con diverse riviste omosessuali. È inoltre autore di tre discussi romanzi: Je bande donc je suis, Le Maître des amours e Serial Fucker, diario di un barebacker che con la sua uscita ha generato un grande scandalo per aver trattato senza mezzi termini il tema dei rapporti sessuali non protetti. Iconoclasta e provocatore fu messo al bando dalla comunità gay per le sue prese di posizione in merito al barebacking e sul contagio HIV volontario tra i partner. Fra il 2003 ed il 2004 ha pubblicato Guide du sexe gay e la Sexe guide. Nel 2005 è stata la volta di Osez les conseils d'un gay pour faire l'amour à un homme.

### Kannibal
Il suo ultimo romanzo, Kannibal, è stato pubblicato nel settembre 2007 e racconta la spaventosa ma reale storia di Ralf M., il mostro di Rotterdam, accusato dell'assassinio, il 10 marzo 2001, dell'ingegnere berlinese Karl-Heinz B., evirato, sgozzato, sventrato, fatto a pezzi e mangiato. Ralf M., 42 anni ha ucciso e mangiato l'ingegnere berlinese in una raccapricciante scena da girone dantesco, registrando integralmente il suo operato su una videocassetta. La vittima si è consegnata a Rotterdam a casa del suo uccisore che lo aveva contattato con un annuncio su internet e scelto fra altri 204 candidati.

## Opere
- 1999: Je bande donc je suis, Éditions Balland ISBN 978-2715812109
- 2000: Le maître des amours, Éditions Balland ISBN 978-2715812895
- 2003: Serial Fucker : Journal d'un barebacker, Éditions Blanche ISBN 978-2846280532
- 2003: Guide du sexe gay, Éditions Blanche ISBN 978-2846280648
- 2004: Sexe guide, Éditions Blanche ISBN 978-2846280778
- 2005: (Pour vous les filles) Osez... les conseils d'un gay pour faire l'amour à un homme, Éditions La Musardine ISBN 978-2842712044
- 2009: Kannibal: Journal d'un anthropophage, Éditions Blanche ISBN 978-2846281751
- 2012 : Barbares, LC éditions ISBN 978-2919000678
- 2012 : Osez les massages érotiques, Éditions La Musardine ISBN 978-2842714253